# Austrolycus depressiceps
Austrolycus depressiceps es una especie de pez de la familia de los Zoarcidae en el orden de los perciformes.

## Morfología
Los machos pueden llegar a alcanzar los 57 cm de longitud total.

## Hábitat
Es un pez de clima templado

## Distribución geográfica
Se encuentra desde la isla de Chiloé (Chile) hasta la Tierra del Fuego y las Islas Malvinas.

## Observaciones
Es inofensivo para los humanos. 